# Syberia II
Syberia II est un jeu vidéo d'aventure en pointer-et-cliquer sorti en 2004 pour PlayStation 2, PC et Xbox, puis porté sur Nintendo Switch en 2017. Édité par Anuman Interactive dans la collection Microïds, le jeu a été conçu par Benoit Sokal. Il s'agit de la suite directe du jeu Syberia sorti deux ans plus tôt. Elle relate la suite du voyage de Kate Walker, à présent en compagnie de Hans Voralberg, à la recherche de l'île légendaire de Syberia. Le jeu reçoit de la critique un accueil bon voire très bon, quoique moins enthousiaste que celui réservé à Syberia, et il est un succès commercial.

## Trame
Le jeu inclut un résumé de Syberia afin que les joueurs puissent comprendre l'histoire sans avoir encore joué au premier opus de la série. Kate Walker est une avocate américaine venue de New York jusqu'en France pour racheter une vieille usine d'automates. Dans le premier Syberia, Kate a appris le décès de la propriétaire et découvert l'existence d'un héritier, Hans Voralberg, dont elle a suivi la trace jusqu'en Europe de l'Est à bord d'un train à ressort piloté par un automate, Oscar. Elle a finalement retrouvé Hans Voralberg à Aralbad, en Sibérie. Ce faisant, elle a reconstitué l'histoire de la famille Voralberg et découvert l'existence des Youkols, un peuple sibérien dont la culture, qui remonte à la Préhistoire, est entièrement fondée sur la domestication du mammouth. Selon une légende youkol, il existerait encore des mammouths vivants sur l'île de Sybéria. Après lui avoir fait signer l'acte de vente de l'usine, Kate décide finalement de ne pas rentrer à New York et de suivre Hans jusqu'à Sybéria, dont Hans lui assure qu'elle existe bel et bien.

### Personnages

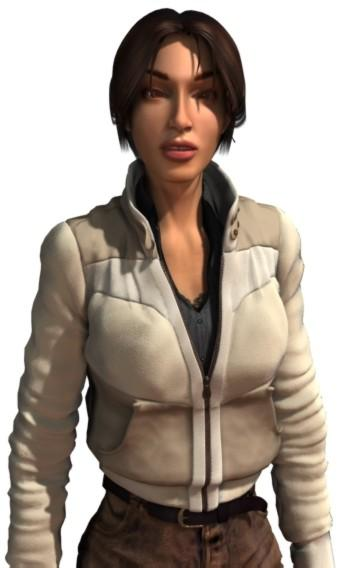
Kate Walker, héroïne de la série des Syberia.

#### Kate Walker
Kate est l'héroïne du jeu, contrôlée par les joueurs. C'est une jeune avocate américaine faisant partie d'un cabinet d'avocats new-yorkais, Marson & Lormond. Au fil de ses recherches pour retrouver Hans Voralberg, Kate a changé et a progressivement rompu avec sa vie américaine, que ce soit sa famille ou son patron. Dans Syberia II, Kate est devenue une véritable aventurière.

#### Hans Voralberg
Dernier héritier de la famille Voralberg, réputée depuis des siècles pour ses talents en matière de fabrication d'automates, Hans Voralberg a trouvé dans son enfance une poupée en forme de mammouth dans une grotte préhistorique des Alpes, près de son village natal de Valadilène. Depuis, il est obsédé par la recherche des derniers mammouths. Hans est devenu un vieillard courtaud aux cheveux blancs et à la santé fragile, aimable et toujours aussi doué en matière d'inventions. Kate doit sauver Hans à plusieurs reprises pendant le jeu lorsqu'il tombe malade ou se fait enlever par des bandits. 

#### Oscar
Oscar est un automate pilote de dernière génération conçu par Hans Voralberg et fabriqué pendant le premier Syberia. Comme dans le premier jeu, Oscar se consacre à la conduite et à l'entretien du train Voralberg. Moins psychorigide qu'à ses débuts, il développe au fil du temps une personnalité de plus en plus humaine et n'hésite plus à prendre des initiatives contre les bandits qui piratent le train. Il reste cependant fragile et Kate doit le réparer à un moment donné. Oscar joue un rôle important dans la seconde moitié du jeu : il se sacrifie pour enclencher un mécanisme prévu par Hans, qui change l'automate en une sorte d'exosquelette destiné à pallier les forces déclinantes du vieux voyageur au cours de la dernière étape vers Syberia. 

#### Ivan et Igor Bourgoff
Ce sont les deux adversaires récurrents des voyageurs au cours du jeu. Igor, grand et gros, s'avère plus docile que méchant. Il est sous l'emprise de son frère, Ivan, reconnaissable à son long nez et à sa casquette et nettement plus dangereux. Kate les rencontre à Romansbourg où ils pratiquent l'escroquerie et le trafic d'animaux, puis ils piratent le train dans le projet de faire fortune grâce à l'ivoire youkol. Ivan tente plusieurs fois d'assassiner Kate.

#### Le youki
Le youki est un animal fictif sibérien à mi-chemin entre le chien et le phoque. Seuls les Youkols parviennent à le domestiquer assez pour s'en servir comme bête de somme. A Romansbourg, Kate libère un youki qui s'attache à elle et la suit pendant le reste de l'aventure. Il s'avère utile pour activer certains mécanismes.

#### Les Youkols
Le peuple youkol, dont les origines remontent à la Préhistoire, survit toujours dans les profondeurs du désert glacé sibérien. Leur culture reste fondée sur l'exploitation des mammouths, dont ils décongèlent à présent les dépouilles prises au piège dans les glaces. Les Youkols sont aimables, mais la barrière de la langue empêche Kate de comprendre la plupart de leurs paroles.

### Histoire

#### Romansbourg
Syberia II commence plusieurs semaines après la fin du premier opus. Kate, Hans et Oscar filent vers les profondeurs de la Sibérie à bord du train mécanique, tandis qu'à New York, à l'agence d'avocats dont Kate était employée, son patron, Marson, s'étonne de ne pas la voir rentrer. Le train s'arrête pour commencer dans la ville sibérienne de Romansbourg. Kate remonte le ressort du train sans problème, mais doit trouver moyen de réparer une grue à charbon avant de pouvoir repartir. Elle fait la connaissance d'un ancien général, d'une petite fille et de deux types louches, les frères Bourgoff. Elle rencontre aussi Cirkos, un cabaretier qui a connu Hans Voralberg. Cirkos a besoin de Hans pour réparer des chevaux mécaniques fabriqués par Hans et qui constituent le clou de ses spectacles, mais qui sont tombés en panne. Mais à son entrée dans le cabaret, Hans s'écroule devant les chevaux mécaniques, brûlant de fièvre. Les seuls susceptibles de le soigner sont les moines du monastère édifié sur la montagne voisine. Kate parvient à s'y infiltrer en dépit de la règle stricte qui interdit l'endroit aux femmes et elle convainc le patriarche de soigner Hans. Hélas, le vieil homme tombe de Charybde en Scylla : le patriarche s'avère un fanatique persuadé que Hans touche au terme de sa vie. En explorant le monastère, Kate découvre les écrits d'un moine qui avait étudié le peuple youkol et qui contiennent la recette de fumigations susceptibles de soigner Hans. Elle parvient à le soigner de cette façon, puis tous deux s'enfuient du monastère à bord d'un cercueil vide. Pendant ce temps, Marson engage un détective privé, Nick Cantin, pour partir à la recherche de Kate et la ramener à New York.

#### Le grand blanc
Tout semble réuni désormais pour le départ des voyageurs. Kate fait un dernier passage chez Cirkos pour le rassurer sur la santé de Hans et réparer les chevaux mécaniques. Soudain, un grondement fait sursauter tout le monde : c'est le train qui part sans elle ! Les frères Bourgoff ont profité de l'absence des deux humains pour s'emparer du train. Kate remet en état une draisine actionnée par un youki et elle s'élance à la suite des bandits. Lancé à pleine vitesse, le train passe sur un pont qui finit par s'effondrer sous son poids et le convoi s'immobilise à moitié dans le vide. Kate entreprend de rejoindre le convoi à pied. Elle croise sur sa route une cabane vide où elle est immobilisée un temps par la venue d'un ours affamé qu'elle parvient à rassasier. Kate est sur le point de rejoindre le convoi quand les frères Bourgoff tentent de l'écraser sous des rochers jetés depuis un plateau rocheux surplombant sa route, mais s'enfuient après l'échec de cette tentative. Kate grimpe la paroi rocheuse et poursuit sa route lorsqu'un avion tombé du ciel s'écrase non loin de là. Kate reconnaît l'appareil du pilote d'essai Boris, rencontré dans Syberia. Après avoir ranimé le pilote, Kate, conseillée par lui, utilise le siège éjectable de l'avion pour survoler une partie de la forêt et se rapprocher du train.
Parvenue au convoi, Kate trouve le train désert. Elle déterre Oscar gelé et le remet d'aplomb, puis tous deux remettent le convoi en route en décrochant le wagon-lit à moitié basculé dans le gouffre et irrécupérable. Oscar apprend à Kate que les frères Bourgoff ont enlevé Hans en moto-neige et sont persuadés de pouvoir faire fortune en s'emparant de l'ivoire exploité par les Youkols. Le train reprend sa route, toujours à la poursuite des bandits. Parvenu au plus profond de la Sibérie, dans le désert de neige appelé le « grand blanc », le train s'arrête face à une colline où la voie ferrée semble disparaître. Kate retrouve la moto-neige ainsi qu'Igor Bourgoff abandonné par son frère, perdu dans la neige et terrifié par les esprits qu'il entend hurler dans le vent. Kate le rassure et il lui laisse ses chaussures à crampons.

#### Le village youkol

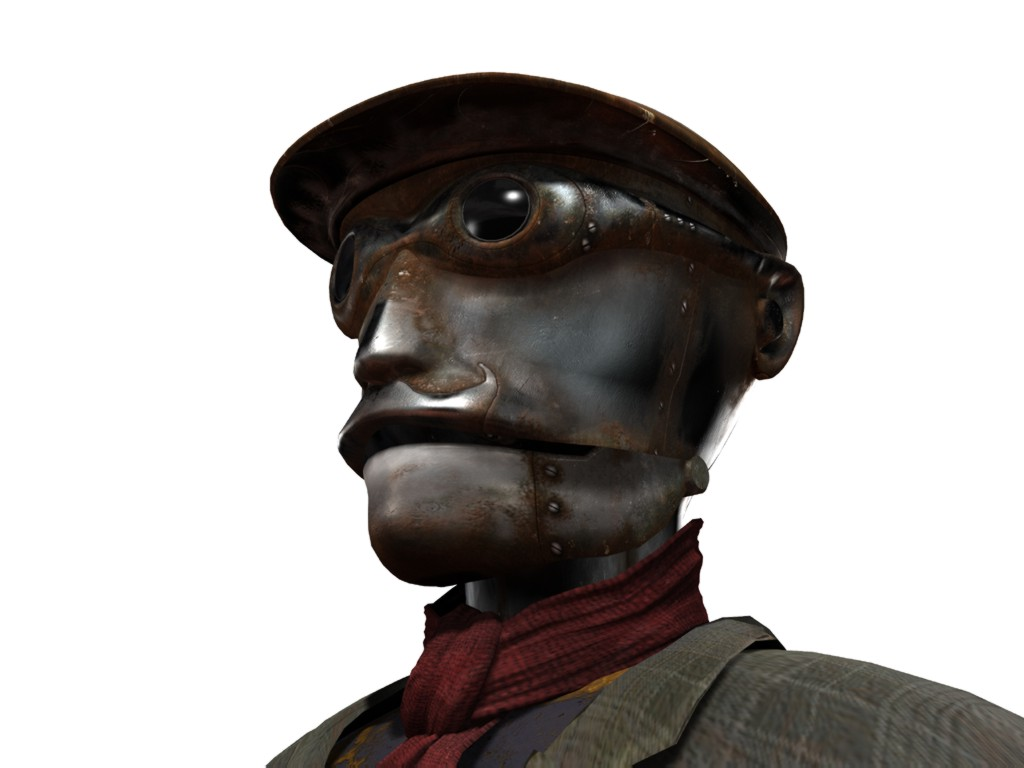
L'automate Oscar, conducteur du train Voralberg dans les deux premiers Syberia.

Prise dans un piège de glace youkol, Kate tombe dans un gouffre. Elle se réveille dans la maison du chef des Youkols, dans un gigantesque village souterrain entièrement construit en peaux et en os de mammouths. Hans est lui aussi arrivé chez les Youkols qui l'ont soustrait aux bandits, mais il est entre la vie et la mort. Avec l'aide de la chamane du village, Kate rassemble les éléments nécessaires à un rite chamanique qui lui permet de suivre l'esprit de Hans jusque dans le monde des rêves où il menace de s'égarer irréversiblement. Elle se retrouve projetée dans le passé, dans le Valadilène de la fin du XIXe siècle. Dans la maison des Voralberg, elle rencontre le père de Hans et d'Anna, Rodolphe Voralberg, qu'elle distrait afin de pouvoir parler à Hans. Hans explique à Kate qu'elle va devoir ouvrir le cœur d'Oscar pour le sauver. À son réveil, Kate hésite à comprendre. Lorsqu'elle parle à Oscar de la phrase énigmatique de son maître, l'automate se dirige spontanément vers la maison de la chamane. Là, il s'étend sous Hans et, quand Kate ouvre son cœur mécanique, Oscar meurt et son corps s'ouvre pour se transformer en une armature métallique où le corps de Hans vient s'encastrer. Aidé de ce soutien, le vieil homme, réveillé, pourra accomplir la fin de son voyage. Pendant ce temps, Nick Cantin, le détective engagé par le cabinet Marson & Lormont pour retrouver Kate Walker, renonce à la poursuivre en raison des trop grandes difficultés du voyage.

#### L'île de Sybéria
Sur les indications de Hans, Kate utilise les mécanismes du train pour dégeler l'arche ancestrale youkol capable de les mener jusqu'à l'île de Sybéria. Le youki les y accompagnera. La navigation se passe bien jusqu'au moment où l'arche s'arrête près d'un morceau de banquise peuplé de centaines de manchots. Kate descend voir ce qui a bloqué l'arche et dégage l'ancre qui s'était coincé sur la banquise. À son retour vers l'arche, elle est accueillie par Ivan Bourgoff, qui s'était caché là afin de leur tendre un piège à la première occasion. Ivan se dispose à repartir en abandonnant Kate sur la banquise. Kate parvient à grimper sur un fragment de banquise à la dérive et à rejoindre une porte latérale de l'arche. Elle actionne le mât coulissant de l'arche, qui émerge sur le pont et heurte Ivan de plein fouet. L'arche repart. Ivan, abandonné sur la banquise, se saisit d'un œuf et s'apprête à le lancer contre l'arche lorsqu'il est submergé et déchiqueté jusqu'à que mort s'ensuive par le troupeau de manchots furieux.
L'arche poursuit sa route et traverse une violente tempête, mais elle finit par accoster sur le rivage d'une île perdue en mer : Sybéria. L'île est parsemée de constructions youkols abandonnées. Avec l'aide du youki, Kate débloque la porte menant vers la vallée de l'herbe bleue où paissent les mammouths. Sur une colline dominant la vallée, un étrange appareil sert à émettre les appels qui attirent les mammouths. Hans, épuisé, s'assied là pour ne plus repartir. Kate examine les glyphes anciens figurant un peu partout sur les installations youkols et parvient finalement à actionner l'appareil. Dans l'intervalle, la pluie s'est mise à tomber et une brume épaisse recouvre la vallée. L'appel semble d'abord résonner dans le vide, mais, après une attente anxieuse, Kate et Hans voient émerger de la brume plusieurs mammouths bien vivants. Après toute une vie de recherches, de voyages et d'inventions, Hans a réalisé son rêve d'enfant. Le vieillard donne ses dernières forces pour se hisser sur le dos d'un grand mammouth, et l'homme et l'animal repartent en direction des brumes. Kate a accompli sa promesse.

## Système de jeu
L'interface de Syberia II, très proche de celle de Syberia, est celle d'un jeu d'aventure en pointer-et-cliquer classique adoptant une vue à la troisième personne. Le joueur fait bouger et agir Kate Walker dans des décors à vue fixe (un endroit donné n'est vu que sous un seul angle de caméra). Le pointeur de la souris change de forme lorsqu'il survole une zone dans laquelle une action est possible (aller vers cet endroit, zoomer sur cet endroit, actionner un mécanisme, parler à un personnage). Kate dispose toujours d'un équipement où elle range objets et documents ainsi que son téléphone portable. La seule différence notable dans Syberia II est le fait que l'automate Oscar dispose désormais de son propre téléphone portable fabriqué par Hans Voralberg : Kate et Oscar peuvent donc se téléphoner au cours du jeu.

## Développement

### Scénario
L'histoire de Syberia II est développée par Benoît Sokal en même temps que celle de Syberia, car Sokal conçoit l'histoire comme un tout et ce n'est qu'ensuite que l'équipe de développement décide de diviser l'histoire en deux volets, afin que le temps de développement total ne soit pas trop long (le premier jeu réclame deux années de développement et le second un an et demi). Ses grandes lignes sont donc déjà fixées au moment de la sortie du premier jeu en 2002. Le travail sur le scénario après la sortie du premier opus porte davantage sur le rythme à conserver afin de maintenir l'intérêt tout au long de l'aventure et sur le recours à des péripéties variées qui brisent la linéarité du voyage en train qui formait le fil conducteur de la trame du premier jeu.

### Graphismes et jouabilité
Le principe du jeu et l'interface restent les mêmes, mais avec de nombreuses améliorations techniques de détail : amélioration des textures, gestion en temps réel de davantage d'animations incluses dans les décors (reflets, chute de neige, empreintes de pas, brouillard mouvant), amélioration de la variété des angles de caméra pendant les animations de dialogues. Les concepteurs du jeu cherchent également à inclure dans Syberia II des interactions plus variées avec les personnages, des moyens de transport différents pour l'héroïne et des énigmes plus difficiles.

## Accueil

### Critique
Parmi les meilleures critiques figure celle du site Jeuxvideo.com. Jihem attribue au jeu la note de 17/20 et estime cette suite à la hauteur du premier volet, qu'il s'agisse des graphismes et de la musique ou bien du scénario et des énigmes. Il remarque que le jeu, comme son prédécesseur, fait le choix « [d']offrir à ses joueurs une belle et riche histoire, plutôt que des maux de têtes découlant d'énigmes trop complexes à résoudre », ce qui limite toutefois sa durée de vie.
Sur le site GameSpot, Scott Osborne décerne au jeu la note de 7,8 sur 10 ("Bon") et indique : « Bien que cette suite ne capture pas la magie ineffable du premier jeu, c'est une reprise costaude qui surpasse aisément bien des aventures récentes ». Le scénario lui laisse une impression en demi-teinte : il le trouve rythmé et ménageant bien le suspense, mais moins bon que celui du premier jeu. Certaines péripéties lui paraissent répétitives pour qui a joué auparavant à Syberia et le développement des personnages plus inégal (il apprécie le youki et les personnages d'enfants, mais trouve les frères Bourgoff bêtes et invraisemblables et remarque le manque de révélations sur les motivations de Kate après son brusque changement d'avis de la fin de Syberia). Les cinématiques montrant la situation à New York lui semblent rompre l'atmosphère de l'aventure de Kate pour pas grand-chose et l'objectif du voyage, selon lui, aurait dû être rendu plus intéressant en lui-même, en dehors de son caractère symbolique de rêve d'enfant devenu matériel. La fin lui paraît émouvante mais trop abrupte. Les énigmes du jeu lui semblent toujours très bien conçues, logiques et s'intégrant bien dans l'histoire dans l'ensemble, à une ou deux exceptions. Il voit dans les graphismes le point fort du jeu, mais regrette une moindre variété de paysages et remarque, comme dans le premier jeu, une gestuelle trop raide de la part des personnages. La musique lui semble très bonne. En revanche, certaines voix anglaises ne le convainquent pas.
Le site Gamekult donne au jeu une note de 6 sur 10 ("Honnête"). Les graphismes et la musique superbes, les voix inspirées et l'univers toujours aussi prenant lui semblent être les principales qualités du jeu. Il est cependant déçu par le peu de développement accordé aux personnages (notamment aux motivations de Kate Walker) et par la nature de certaines énigmes proposées, répétitives par rapport à Syberia et ne permettant pas aux joueurs de profiter vraiment de l'univers.
La critique du site GameSpy est nettement moins bonne que celle du premier volet, auquel ce site avait décerné le titre de « Jeu de l'année ». Allen Rausch attribue à Syberia II la note de 3 sur 5 ("Moyen") et affirme que Syberia II n'arrive pas à atteindre à la même qualité que le premier jeu, principalement à cause du peu de profondeur de ses personnages « réduits à des caricatures en carton d'elles-mêmes », à la notable exception d'Oscar. Le scénario lui semble incohérent et les dialogues mauvais. Il juge en revanche les graphismes époustouflants, la musique très réussie et les énigmes adroitement intégrées à l'histoire, en particulier grâce aux divers documents qui ajoutent de la profondeur à l'univers du jeu et contiennent souvent des indices.
Dans l'ensemble, les critiques anglophones font un très bon accueil à Syberia II. En 2015, douze ans après la sortie du jeu, le site agrégateur de critiques américain GameRankings lui confère une moyenne de 82,3 sur 100 fondée sur 36 critiques parues sur Internet depuis 2004. Metacritic, autre site du même type consulté à la même date, donne au jeu une moyenne de 82 sur 100 fondée sur 26 critiques.
La version Xbox de Syberia II obtient la note de 16/20 sur Jeuxvideo.com. Le critique estime le portage réussi dans l'ensemble mais remarque quelques problèmes de jouabilité dus aux commandes spécifiques à cette version : « le fait que les déplacements soit basés sur l'écran (touche du haut pour aller vers le haut de l'écran) et non sur Kate (touche du haut pour avancer) est assez déroutant lors des changements d'angles de caméras ».

### Ventes
Syberia II est un grand succès du jeu d'aventure : le jeu atteint les 600 000 exemplaires vendus dans le monde entre sa sortie sur PC en mai 2004 et octobre 2005, soit un chiffre supérieur au premier opus de la série.

## Portages
Conçu initialement pour PC, Syberia II bénéficie d'un portage sur plusieurs consoles de jeu : la Xbox en mai 2004, la PlayStation 2 en janvier 2005 et sur Nintendo Switch en novembre 2017. Dans les années 2010 sont réalisés des portages pour iOs, le système d'exploitation des appareils de la marque Apple (sur ce support, le jeu est divisé en trois épisodes), puis sur Android, le système d'exploitation mobile de la marque Google, en mars 2015.